# Acantholycosa kurchumensis
Acantholycosa kurchumensis är en spindelart som beskrevs av Marusik, Azarkina och Koponen 2004. Acantholycosa kurchumensis ingår i släktet Acantholycosa och familjen vargspindlar.
Artens utbredningsområde är Kazakstan. Inga underarter finns listade i Catalogue of Life.